# Outokumpu

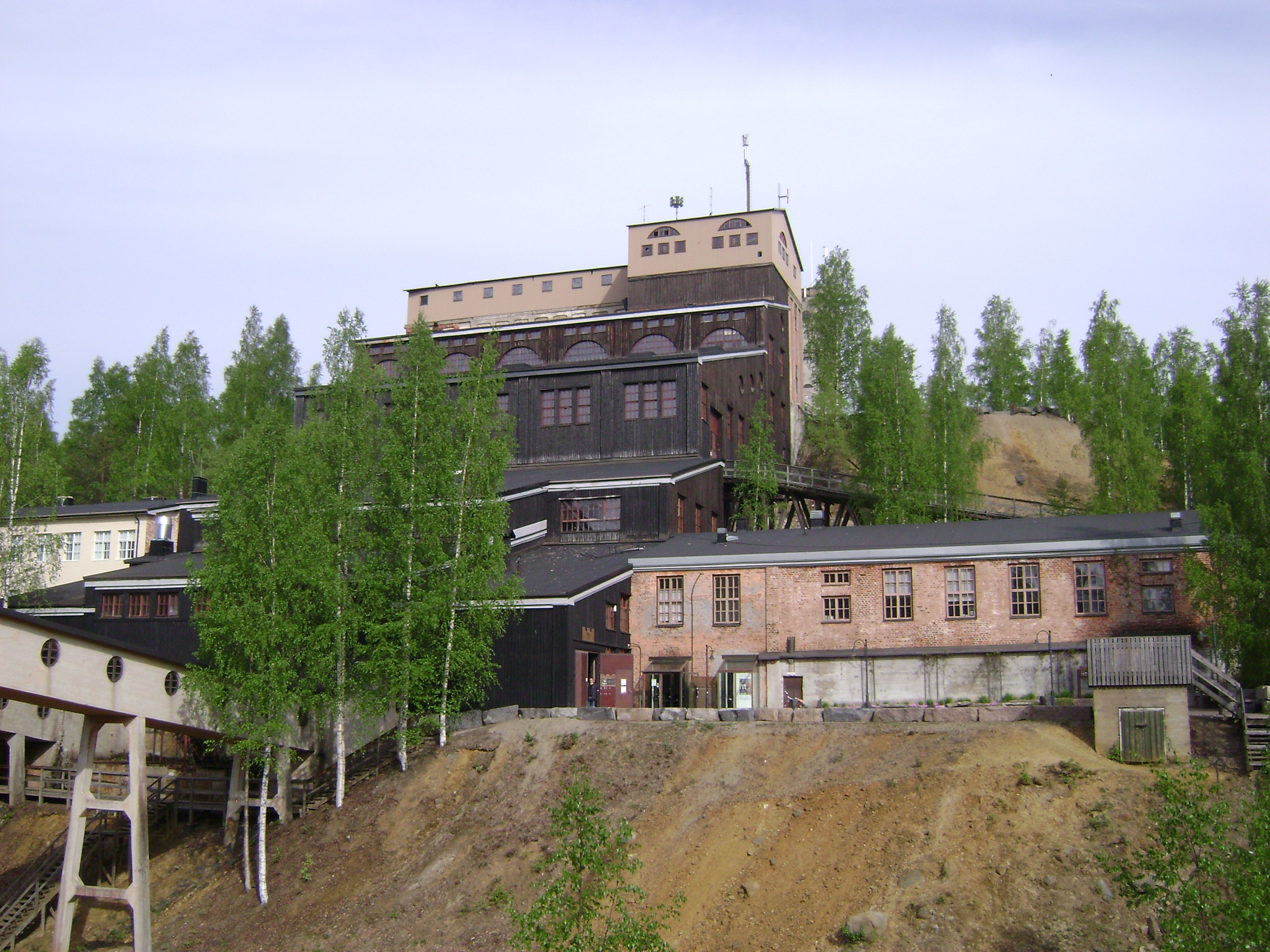
Bývalý měďný důl

Outokumpu je finské město ležící v provincii Severní Karélie. V lednu 2011 mělo 7 406 obyvatel. 
Původní vesnice se jmenovala Kuusjärvi. Její rozvoj zahájil rok 1908, kdy byl v místě otevřen důl na měď, který v roce 1932 převzala společnost Outokumpu. V roce 1968 byla obec povýšena na městys a přejmenována podle firmy. V roce 1977 se Outokumpu stalo městem. Důl byl uzavřen roku 1989, společnost Outokumpu se přestěhovala do Espoo a přeorientovala se na výrobu nerezových plechů. Dnes žije město hlavně z turismu.